# St. Rochus Hospital Castrop-Rauxel
Das St. Rochus Hospital Castrop-Rauxel ist ein Krankenhaus in freigemeinnütziger Trägerschaft. Trägerin ist die SLG St. Paulus GmbH, die außerdem das Katholische Krankenhaus Dortmund-West in Kirchlinde, das St.-Josefs-Hospital Dortmund in Hörde sowie die St.-Lambertus-Pflegeeinrichtungen in Castrop-Rauxel betreibt. Die SLG St. Paulus GmbH ist im Zuge des Zusammenschlusses regionaler katholischer Krankenhäuser zur Kath. St. Paulus Gesellschaft 2021 aus der 2004 gegründeten Katholische St. Lukas Gesellschaft hervorgegangen.

## Geschichte
Die Geschichte des Krankenhauses ist ein typisches Beispiel für die Entwicklung katholischer Pflege- und Versorgungseinrichtungen in dem von Bergbau und Stahlindustrie geprägten Ruhrgebiet. 1868 übernahmen vier Franziskanerinnen von Salzkotten die Krankenbetreuung in Castrop-Rauxel. Ein Jahr später wurde das St. Rochus-Hospital eingeweiht, in dem sich fünf Schwestern unter der Leitung von Oberin Sr. Paula um 30 Kranke kümmerten. 1912 konnten nach mehreren baulichen Erweiterungsschritten mehr als 2000 Kranke gepflegt werden. Mitte der 1950er Jahre kamen eine Unfallstation, ein Labor und eine Bade- und Bestrahlungseinrichtung hinzu. 1966 wurde der erste Herzschrittmacher eingesetzt und drei Jahre später wurde eine stark genutzte Krebsberatungsstelle eingerichtet. 1980 wurde ein Notarztwagen in Betrieb genommen. 1983 schieden die Franziskanerinnen nach 115 Jahren caritativem Dienst aus dem Krankenhaus aus. Von 1987 bis 1993 folgten Erweiterung und teilweiser Neubau mit einem Investitionsvolumen von 46,9 Mio. DM. 1998 wurde das Haus erstmals zertifiziert. Im Juli desselben Jahres erfolgte der Zusammenschluss mit dem Katholischen Krankenhaus Dortmund West zur Katholischen Krankenhausgemeinschaft Castrop/Dortmund-West. 2004 wurde die chirurgisch/internistische Bauchstation eingerichtet und das St. Rochus-Hospital schloss sich mit den St. Lambertus-Pflegeeinrichtungen, dem Katholischen Krankenhaus Dortmund West und dem St.-Josefs-Hospital in Dortmund-Hörde zur Katholischen St. Lukas Gesellschaft zusammen. 2005 war das St. Rochus-Hospital Gründungsmitglied des Darmzentrums Ruhr. 2006 erfolgte die Zertifizierung nach proCumCert und KTQ. 2010 folgte der Neubau eines Zentrallagers am St. Rochus-Hospital, aus dem alle Einrichtungen der Katholischen St. Lukas Gesellschaft versorgt werden. 2013 übernahm das Medizinische Versorgungszentrum die radiologische Diagnostik und Therapie und es wurde eine zentrale Aufnahme- und Diagnostikabteilung eingerichtet. 2004 erfolgte der Zusammenschluss zur Katholische St. Lukas Gesellschaft, die 2021 im Zuge des Zusammenschlusses regionaler katholischer Krankenhäuser zur Kath. St. Paulus Gesellschaft in SLG St. Paulus GmbH umfirmiert worden ist.

## Struktur
Das Krankenhaus unterhält folgende Fachabteilungen:
- Akut- und Notfallmedizin
- Innere Medizin
- Allgemein- und Gefäßchirurgie
- Orthopädie und Unfallchirurgie
- Plastische Chirurgie
- Frauenheilkunde
- Geburtshilfe
- Anästhesiologie, Intensivmedizin und Schmerztherapie
- Belegabteilung für Augenheilkunde

Die Klinik für Chirurgie und die Abteilung Gastroenterologie der Klinik für Innere Medizin betreiben gemeinsam eine interdisziplinäre Viszeralstation, die in das Darmzentrum Ruhr eingebunden ist.
Die Radiologie wird durch ein Medizinisches Versorgungszentrum geführt. Am Krankenhaus befindet sich ein Notarztstandort. Angeschlossen sind ferner das ambulante Zentrum für Geburt und Familie Die Wiege sowie ein Gesundheitszentrum.